# Parco d'Orléans
Il parco d'Orléans è un giardino zoologico urbano di Palermo, adiacente a palazzo d'Orléans, gestito dalla Regione Siciliana.
Si tratta dell'unico parco ornitologico presente in Italia. Vi sono presenti dei grandi Ficus macrophylla dalle radici aeree e 350 esemplari di 70 specie animali diverse, oltre a pesci e tartarughe.

## Storia
Il parco venne edificato a inizio Ottocento come riserva di palazzo d'Orléans, che dal 1947 è sede della presidenza della Regione siciliana. Aveva originariamente una superficie complessiva di 46 ettari.
Oggi il parco è grande circa tre ettari e mezzo, perché nel 1950 il conte di Parigi aveva venduto 40 ettari della tenuta all'Università degli Studi di Palermo, dove oggi vi sorgono diverse facoltà.

### Il parco ornitologico
Acquisito dalla Regione nel 1955, fu aperto la prima volta al pubblico nel novembre di quell'anno in occasione della visita del presidente Gronchi, e ultimato nel 1957, anno in cui il parco fu in definitivamente aperto alla cittadinanza.
Venne trasformato negli anni sessanta, con la collaborazione dell'ornitologo Salvatore Lauricella, in parco ornitologico. Nel 1974 venne trasferito in uso all'Azienda forestale della Regione, che provvide alla manutenzione..
Dal 2013 a seguito di un contenzioso su 1.200 dei 1.400 animali del parco, avviato dal presidente della Regione Rosario Crocetta, molti degli animali sono stati trasferiti a Pisa, al parco Le Dune di Ravenna, a Mirabilandia, in Olanda e in Germania . Nel febbraio 2016 è avvenuto il definitivo trasferimento coattivo di alcuni animali di proprietà della società di Nicola Lauricella, che si trovavano nel parco, che sono stati reintegrati da specie autoctone siciliane ad opera della Regione..
Nel 2015 sono stati effettuati dei lavori di messa in sicurezza della parte con gli alberi di alto fusto conclusi nel 2016 .
Dopo una controversia con la società privata dei Lauricella durata dieci anni, gli animali e la gestione del parco sono stati affidati dal 2021 all'Istituto regionale sperimentale zootecnico per la Sicilia, grazie a una convenzione siglata con la Regione Siciliana.

### La cittadella universitaria
Nell'area acquisita dell'università si estende la cittadella universitaria. Procede lungo via Ernesto Basile, ed è attraversata per tutta la sua lunghezza da viale delle Scienze.
Al suo interno hanno sede la segreteria e le facoltà di Agraria, Ingegneria, Economia, Architettura, Lettere e Filosofia e Scienze dell'educazione e della formazione. All'interno del campus è presente uno dei dormitori, una mensa universitaria, punti ristoro e altri servizi. Sono inoltre presenti due aree verdi.

## Specie animali accolte
- Airone cenerino
- Airone guardabuoi
- Allocco
- Amazzone fronteblu
- Amazzone fronte rossa
- Anatra
- Antilope cervicapra
- Aquila minore
- Ara ararauna
- Ara macao
- Avvoltoio
- Biancone
- Cacatua crestagialla
- Cacatua crestasalmone
- Calopsitta
- Canarino
- Capovaccaio
- Carpa Koi
- Cicogna bianca
- Cicogna nera
- Cigno reale
- Cocorita
- Conuro del sole
- Corella beccolungo
- Corvo bianconero
- Corvo imperiale
- Daino
- Diamante mandarino
- Emù
- Falco di palude
- Falco pellegrino
- Fenicottero rosa
- Fenicottero rosso
- Fistione beccoroseo
- Francolino
- Galah
- Garzetta
- Germano reale
- Gheppio americano
- Gru della Manciuria
- Ibis rosso
- Ibis sacro
- Istrice
- Lanario
- Oca dal pettine
- Oca gazza
- Oca indiana
- Padda
- Parrocchetto di Barraband
- Pavone comune
- Pellicano
- Pesce rosso
- Poiana comune
- Poiana di Harris
- Tartaruga palustre esotica
- Testuggine
- Testuggine di Hermann
- Testuggine marginata

## Specie botaniche accolte
- Agazzino
- Beaucarnea
- Bosso giapponese
- Bougainvillea
- Calla
- Casuarina
- Chorisia
- Cipresso
- Cipresso dell'Arizona
- Cordilinea
- Cycas
- Duranta
- Euforbia candelabro
- Evonimo
- Falso pepe
- Ficus
- Ficus magnolioide
- Ginkgo biloba
- Lentisco
- Livistona
- Magnolia sempreverde
- Mirto
- Oleandro
- Pino d'Aleppo
- Pino domestico
- Palma californiana
- Palma nana
- Pino colonna
- Pino di Norfolk
- Platano
- Leccio
- Sabal
- Sofora del Giappone